# Рабочий язык
Рабо́чий язы́к (также язык делопроизводства, процессуальный язык) — термин, имеющий в социолингвистике две довольно отличные друг от друга трактовки, варьирующиеся по странам.

## Язык международного официоза и международных организаций
В более широком значении рабочий язык — это официально принятый процессуальный язык для коммуникации, корреспонденции, переработки значительных объёмов информации и выполнения сопутствующей работы/процедур на международных встречах, конференциях, конгрессах, симпозиумах, семинарах, форумах и т. д. К примеру, официальными рабочими языками ООН служат русский, испанский, английский, французский, китайский и арабский языки. Русский является рабочим языком в России, а также на территории стран СНГ и, отчасти, Балтии, а также на форумах ШОС. Это, главным образом, язык повседневной переписки и бесед в случаях, когда в состав организации входят участники с различной языковой средой. Большинство международных организаций устанавливают рабочий язык для своих подразделений. Официальный язык государства не всегда совпадает с рабочими языками, принятыми на его территории де-факто или де-юре.

## Язык ежедневной работы в смешанных коллективах, секторах экономики
Во втором, более узком значении термин рабочий язык используется для обозначения языка/языков, а точнее языковой среды, в которой(-ых) индивидуумы обычно совершают свои каждодневные рабочие операции, то есть работают. В некоторых странах (Казахстан, Киргизия, Канада) под рабочим языком понимается основной язык или языки рабочего места экономически активного населения. В Канаде вопрос о рабочем языке следует за вопросами о родном языке и обиходном языке в ходе переписей населения каждые пять лет для выявления изменений/соотношений и корреляций между этими тремя понятиями.

## Примеры
- ООН имеет шесть официальных рабочих языков: английский, арабский, испанский, китайский, русский и французский. Кроме того, немецкий язык имеет специальный статус «языка делопроизводства». Секретариат ООН имеет два рабочих языка: английский и французский.

## Проблемы
Однако, из-за расположения штаб-квартиры ООН в Нью-Йорке здесь имеет место языковая дискриминация и де-факто доминирует английский язык, причём зачастую с явным ущербом по отношению к ряду других языков. Так, в 2007 году испаноязычные страны (Испанидад) подали иск в ООН с прошением обеспечить испанскому языку пропорциональное использование в ООН (по количеству носителей он в мире уступает лишь китайскому).
- СНГ имеет единый рабочий язык: русский.

- ВТО имеет три рабочих языка: английский, испанский и французский.
- Международный уголовный суд имеет два рабочих языка: английский и французский[3].
- Международная организация труда имеет три рабочих языка: английский, испанский и французский.
- Международный союз электросвязи имеет три рабочих языка: английский, испанский и французский.
- Европейская комиссия имеет три рабочих языка: английский (фактически доминирует), французский и немецкий (наименее представленный).
- Шанхайская организация сотрудничества имеет два рабочих языка: китайский и русский.
- НАТО имеет два рабочих языка: английский (фактически доминирует) и французский.
- ФИФА имеет четыре рабочих языка: английский, испанский, немецкий и французский. Ранее французский был единственным официальным языком. В настоящее время — английский является официальным языком протоколов, корреспонденции и заявлений.
- ЕС имеет три рабочих языка: английский, французский и немецкий.

## Проблемы и противоречия
Несмотря на то что с 1 января 2007 года ЕС имеет 23 официальных языка, лишь 3 языка признаются рабочими. При этом с начала 1990-х годов наблюдается тенденция к росту абсолютного преобладания английского. Французский язык употребляется умеренно, доля его употребления сокращается слабо отчасти из-за того, что он является родным языком для большинства жителей Брюсселя — столицы Евросоюза. А вот употребление немецкого языка за последние два десятилетия заметно сократилось и ниже доли его носителей среди населения ЕС. Более того, из-за роста доли и абсолютной численности населения Испании (с 40 млн в 2000 до 45 млн в 2007 году), в Евросоюзе усиливается движение за включение испанского языка в группу одного из четырёх рабочих языков ЕС. Тем не менее, в январе 2005 года официальные власти Евросоюза поддержали в качестве рабочих языков для синхронного перевода на пресс-конференциях лишь три юридически закреплённых рабочих языка, прекратив синхронный перевод для де факто также использовавшихся для этого испанского и итальянского языков, чем вызвали резкие протесты и жалобы со стороны этих государств. Тем не менее, данный факт лишний раз подчёркивает что рабочий статус языков определяется в первую очередь экономическими, а во вторую — демографическими причинами.

## Потенциальное расширение
В последнее время набирает движение за поддержку испанского.
- Олимпийские игры: английский (фактически доминирует) и французский.
- Восточный Тимор имеет два государственных языка: (португальский и тетум), а также ещё два рабочих: английский и индонезийский.
- НАФТА имеет три рабочих языка: английский (фактически доминирует), испанский и французский (наименее представленный).

## Язык работы
В более узком значении рабочий язык употребляется для описания языковой среды в смешанных коллективах, члены которых имеют разные родные языки.
Язык рабочего места сильно варьирует в зависимости от индивидуальных особенностей трудящихся, и, что немаловажно, также в зависимости от экономической отрасли. При движении от аграрных сфер занятости (сельское хозяйство, скотоводство и т. д.) в постиндустриальные (экономика, финансы, журналистика, образование) происходит заметное смещение от автохтонных языков с ограниченным ареалом и численностью носителей к мировым языкам с широким географическим охватом и значительным числом носителей.
- Казахстан: согласно опросам, для большинства журналистов Казахстана рабочими языками являются русский (76,8 %), казахский (21,1 %), английский (1,5 %) и узбекский (0,3 %). В качестве дополнительного рабочего языка используются русский (28,0 %), английский (18,7 %), казахский (17,4 %), немецкий — 3,9 %, корейский — 0,4 %, украинский — 0,4 %, итальянский — 0,1 %, армянский — 0,1 %, болгарский — 0,1 %, арабский — 0,1 %, японский — 0,1 %[6].

- Канада: до 1960-х годов официальное правительство Канады проводило официальную (Семнадцатая поправка, Языковой вопрос в Манитобе) и неофициальную политику полной англификации языкового пространства страны, направленную в первую очередь на подавление французского языка. Даже в местах исконного проживания и абсолютного преобладания франкофонов, например, в городе Монреаль, где они составляли 65 % населения города, в качестве единственного рабочего языка ежедневной официальной рабочей обстановки насаждался английский. На нём печатались все рабочие материалы, инструкции, реклама и т. д. Со временем это привело к деградации французской речи в городе до уровня рабочего социолекта жуаля, снижению грамотности франкофонов, их частичной языковой ассимиляции в Монреале и быстрой ассимиляции за пределами Квебека и Нью-Брансуика. Эта ситуация вызвала массовые недовольства франкоканадской интеллигенции и вылилась в так называемую Тихую революцию конца 1960-х, которая привела к некоей коррекции ситуации в городе. Но даже в середине 1970-х, после закрепления статуса французского языка как единственного официального в Квебеке, включая Монреаль, 42 % франкофонов в городе продолжали работать в основном в английской языковой среде, то есть на английском. В современном Квебеке, несмотря на его юридически моноязыковой статус, наблюдается некоторая градация рабочего языка в зависимости от отрасли, географии. Так, в сельском и лесном хозяйстве доминирует французский язык; в образовании, государственной администрации, торговле представлены оба языка при преобладании французского языка; в экономике, финансах, туризме оба языка задействованы приблизительно поровну.[7]

- Киргизия и СНГ: В случаях когда этнический состав населения имеет очень пёстрый характер, государственные и частные компании вынуждены в административном порядке фиксировать единый рабочий язык смешанных коллективов. Так, в Чуйской области и городе Бишкеке (Фрунзе) таким языком является русский. Такую же роль русский выполняет в Дагестане, Республике Крым (в обоих случаях как государственный в Российской Федерации), Одесской области, в частности в Буджаке, и т. д. При этом вторые и третьи языки также могут быть вовлечены в рабочий процесс. Русский язык зачастую исполняет и функцию рабочего языка делового и частного сектора Латвийской республики, где он является вторым по распространению (36 % населения считает его родным), но первым по владению (94 % населения владеет им) (см.: Русский язык в Латвии).